# Kerrith Brown
Kerrith Seymour Brown (Wolverhampton, 11 juli 1962) is een voormalig judoka uit Groot-Brittannië, die het Verenigd Koninkrijk tweemaal op rij vertegenwoordigde bij de Olympische Spelen: in 1984 (Los Angeles) en 1988 (Seoul).
Bij zijn olympische debuut won hij de bronzen medaille in de klasse tot 71 kilogram, net als de Braziliaan Luis Onmura. Vier jaar later in Seoul werd Brown betrapt op gebruik van het verboden middel furosemide. Op 12 oktober 2012 trad Brown aan als voorzitter van de Britse judofederatie.

## Erelijst

### Olympische Spelen
- – 1984 Los Angeles, Verenigde Staten (– 71 kg)

### Wereldkampioenschappen
- – 1987 Essen, West-Duitsland (– 71 kg)

### Europese kampioenschappen
- – 1985 Hamar, Noorwegen (– 71 kg)
- – 1986 Belgrado, Joegoslavië (– 71 kg)